# Praia da Barra do Cahy
A Praia da Barra do Cahy é uma localidade banhada pela Foz do Rio Cahy, batizada de 1ª Praia do Brasil, no litoral norte do município de Prado, na Bahia. A praia da Barra do Cahy fica a 47km ao norte de Prado e a 15km de Cumuruxatiba. Ela dista 48,4km da Pousada Novo Prado.
A Barra do Cahy recebeu o título de primeira praia do Brasil em 18 de janeiro de 2017, por ser o local descrito na carta de Pero Vaz de Caminha, em 1500.
A Barra do Cahy, local de belezas naturais encantadoras, é uma praia de grande importância histórica por ter se transformado em cenário onde difundiu-se a Certidão de Nascimento do Brasil, celebrada por historiadores, pesquisadores, estudiosos, jornalistas, escritores e intelectuais por ter sido ponto primeiro de chegada dos descobridores portugueses da tripulação de Pedro Álvares Cabral ao cair da tarde da quarta-feira do dia 22 de abril de 1500. O local foi onde primeiro os portugueses fizeram um pit stop por 40 horas antes de ancorarem sob a proteção do pouso seguro marítimo em Porto Seguro e em Coroa Vermelha. Por ocasião das comemorações dos 500 anos do Brasil, em abril do ano 2000, em Porto Seguro, com a presença do então presidente Fernando Henrique Cardoso, a Barra do Cahy foi oficialmente nomeada como "primeira praia do Brasil".
O Recife dos Carapebas, a 6 quilômetros mar a dentro na frente da foz do rio Cahy, local que serviu de primeiro ancoradouro para as caravelas de Cabral em 22 de abril de 1500.
A Foz do Rio Cahy onde o subcomandante da força naval de Cabral, capitão Nicolau Coelho abordo de um batel desembarcou para tentar estabelecer um contato amistoso com os índios.
O Monte Pascoal símbolo maior da “terra avistada” do alto mar durante as 40 horas de ancoragem dos portugueses no Recife dos Carapebas.
O porto de pedra bem seguro onde Cabral se aportou no terceiro dia em Pouso Seguro, na tarde de 24 de abril, onde permaneceu por mais 40 horas, local que é hoje à cidade de Porto Seguro.
O Rio da Vila onde os portugueses se abasteceram de água pela primeira vez sob uma vila de choupanas no alto do morro, onde é hoje o Centro Histórico de Porto Seguro.
O rio Mutari em Coroa Vermelha onde o comandante Pedro Álvares Cabral permaneceu por 6 dias e, sobretudo, onde os portugueses mantiveram uma interlocução mais próxima com os índios selvagens das tribos tupiniquins e tupinambás que no local já estavam —, ponto onde o frei Henrique Soares de Coimbra celebrou a primeira missa do Brasil, no domingo de páscoa do dia 26 de abril de 1500.

## História
Símbolo principal do descobrimento do Brasil, a Foz do Rio Cahy só deixou de pertencer ao território provinciano de Porto Seguro, 355 anos depois da descoberta do país, porque no dia 23 de abril de 1855, a Foz do Rio Cahy passou a integrar o território de Caravelas, que 41 anos depois, em 2 de agosto de 1896, a Foz do Rio Cahy passou definitivamente a pertencer desde então ao município de Prado, por ocasião da sua emancipação político-administrativa. A área histórica da Costa do Descobrimento do Brasil é hoje dividida em três territórios compostos pelos municípios de Prado, Porto Seguro e Santa Cruz Cabrália.
Na Foz do Rio Cahy nasceu em 1970, o escritor e jornalista Athylla Borborema, autor de documentários e obras literárias que contam pericialmente a história da localidade em tributo a biografia do Brasil, dentre eles os livros: “O poeta que comprou o mar”, “Imbassuaba” e “1500 – O Brasil a partir da Foz do Rio Cahy” que ilustram a fascinante história da chegada dos portugueses na costa brasileira. A Praia da Barra do Cahy está há 47 Km ao norte da cidade do Prado, há 15 Km ao norte do distrito de Cumuruxatiba e há 28 Km em linha reta do Monte Pascoal (no município de Porto Seguro), que olhando do mar para terra, o monte fica aos fundos das falésias, fazendo sombra na praia, numa ingênua ilusão de ótica. E até hoje se continua tendo a mesma perspectiva de visão em que tiveram os portugueses em 22 de abril de 1500. Embora o Monte Pascoal esteja a exatos 62 quilômetros de distância em linha reta da cidade de Porto Seguro.
A Praia da Barra do Cahy foi intitulada "primeira praia do Brasil" a partir do ano 2000, durante as comemorações dos 500 anos do Brasil, passou também a ser chamada de Praia Nicolau Coelho em homenagem ao capitão subcomandante da esquadra de Cabral. É a partir da Foz do Rio Cahy que se refaz o caminho do capitão-mor português Pedro Alvares Cabral. E é graças à carta de Pero Vaz de Caminha que se é possível demarcar até os dias atuais, os exatos 06 locais avistados e explorados pela esquadra de Cabral a partir da descrição geológica, linha do tempo, teoria denominada, composição da terra, propriedades físicas, medidas marítimas, quilometragens percorridas, natureza humana e antropologia cultural.